# タチヤーナ (小惑星)
タチヤーナ (769 Tatjana) は、小惑星帯に位置する小惑星である。1913年10月6日、ロシアの天文学者グリゴリー・ニコラエヴィチ・ネウイミンがクリミア半島のシメイズで発見した。